# Kendeffy család
A malomvízi nemes és gróf Kendeffy család  (egyes forrásokban Kendefi vagy Kendefy) régi magyar nemesi család, mely Erdély történelmében játszott jelentősebb szerepet.

## Története
A család vitatott származású, egyesek a hét vezér egyikéig, Kondig vezetik vissza az ősöket. A családtagok Erdélyben szerepeltek a közéletben, sokan közülük vitéz katonák voltak. Kendeffy János 1550-ben az erdélyi határokat fenyegető román seregek ellen harcolt, ahová Martinuzzi küldte. Később a családból Mihály, Gábor és István Székely Mózes felkelő seregeivel harcoltak Básta György ellen, vezetőjükkel együtt haltak meg a brassói csatában 1603-ban. Megemlítendő még az 1788-ban elhunyt Kendeffy Ráchel (a későbbi Teleki Mihályné, majd Bethlen Gergelyné), aki hírneves könyvtárat gyűjtött össze élete során. Magasra emelte családja rangját Elek, aki Hunyad vármegye főispánja, majd erdélyi főkormányzói tanácsos is volt. 1762. május 17-én Mária Terézia neki és leszármazóinak grófi címet adományozott. Az ő unokája volt Ádám, aki népszerű közéleti szereplő volt, sokat tett Erdély gazdasági fejlesztéséért és a sportéletben is munkálkodott. A politikában Wesselényi nézeteit vallotta, a Szabadelvű Párt színeiben politizált. Vele 1834-ben a család grófi ága kihalt, leánya, Katinka 1856-tól Andrássy Gyula neje lett. A család köznemesi ágából Kendeffy Ádám IV. Károly koronázásakor, 1916-ban szintén grófi címet kapott. A család ezen ága a mai napig létezik.

## Jelentősebb családtagok
- Kendeffy Ádám (1795–1834), szabadelvű politikus, sportoló
- Kendeffy Elek (1740–1783), Hunyad vármegye főispánja, erdélyi főkormányzósági tanácsos
- Kendeffy Katinka (1830–1896), udvarmesternő